# Emmeloord

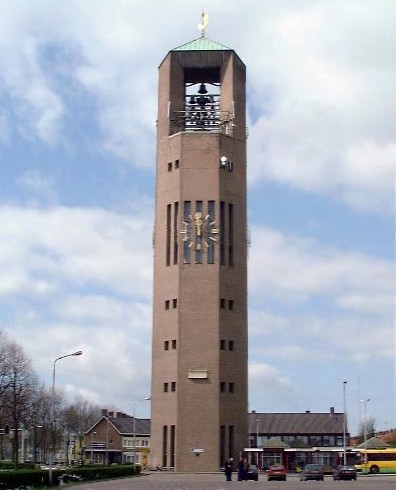
Poldertoren, vattentorn från 1959

Emmeloord är huvudort i kommunen Noordoostpolder i Flevoland i Nederländerna. Samhället hade 25 678 invånare år 2014.
Emmeloord har fått sitt namn efter en övergiven by på den före detta ön Schokland.